# Ducado de Fernán Núñez
El ducado de Fernán Núñez es un título nobiliario español concedido por el rey Fernando VII, el 23 de noviembre de 1817 a Carlos Gutiérrez de los Ríos y Sarmiento de Sotomayor VI marqués de Castel-Moncayo, X marqués de Alameda y hasta entonces VII conde de Fernán Núñez.
El ducado de Fernán Núñez se creó por elevación a ducado del condado de Fernán Núñez, creado el 16 de abril de 1639, concediéndosele la Grandeza de España el 23 de diciembre de 1728.
Su denominación hace referencia al municipio andaluz de Fernán Núñez, en la provincia de Córdoba.

## Lista de titulares
|                                                                                  | Titular                                                              | Periodo                                                              |

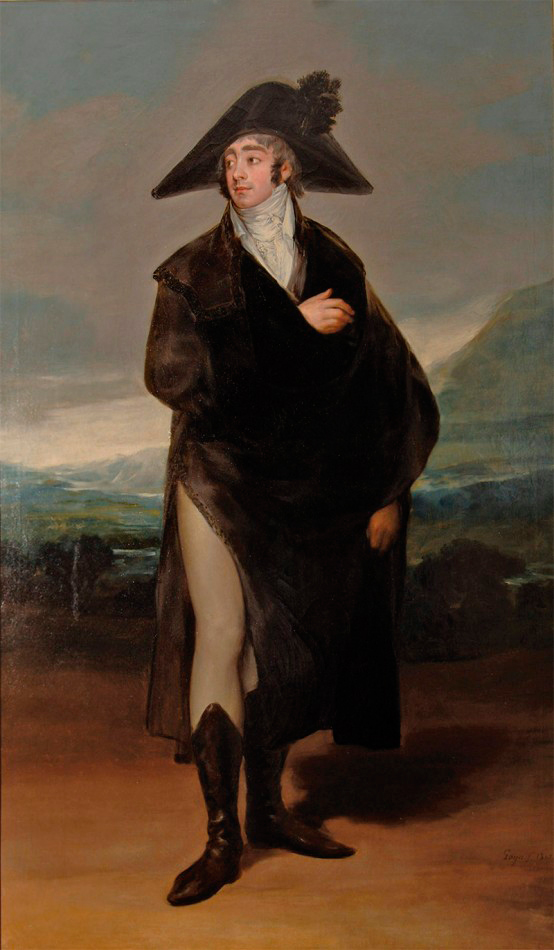
El duque de Fernán Núñez, por Francisco de Goya. Ca. 1803. (Colección Fernán Núñez, Madrid).

| Condes de Fernan Nuñez Creación por Felipe IV el 16 de abril de 1639             | Condes de Fernan Nuñez Creación por Felipe IV el 16 de abril de 1639 | Condes de Fernan Nuñez Creación por Felipe IV el 16 de abril de 1639 |
| -------------------------------------------------------------------------------- | -------------------------------------------------------------------- | -------------------------------------------------------------------- |
| I                                                                                | Alonso Estacio Gutiérrez de los Ríos y Angulo                        | 1639-¿?                                                              |
| II                                                                               | Ana Antonia de los Ríos Quesada                                      | ¿?-1680                                                              |
| III                                                                              | Francisco Diego Gutiérrez de los Ríos                                | 1680-1717                                                            |
| Concesión de la Grandeza el 23 de diciembre de 1728 por Felipe V                 |                                                                      |                                                                      |
| IV                                                                               | Pedro José Gutiérrez de los Ríos y Zapata                            | 1717-1734                                                            |
| V                                                                                | José Diego Gutiérrez de los Ríos y Zapata                            | 1734-1749                                                            |
| VI                                                                               | Carlos José Gutiérrez de los Ríos                                    | 1749-1795                                                            |
| VII                                                                              | Carlos José Gutiérrez de los Ríos y Sarmiento de Sotomayor           | 1795-1822 i duque                                                    |
| Duques de Fernán Nuñez Elevado a ducado por Fernando VII el 23 de agosto de 1817 |                                                                      |                                                                      |
| I                                                                                | Carlos José Gutiérrez de los Ríos y Sarmiento de Sotomayor           | 1779-1822                                                            |
| II                                                                               | María Francisca de Asís Gutiérrez de los Ríos y Solís Vignancourt    | 1801-1836                                                            |
| III                                                                              | María del Pilar Osorio y Gutiérrez de los Ríos                       | 1829-1921                                                            |
| IV                                                                               | Manuel Felipe Falcó y Osorio                                         | 1856-1927                                                            |
| V                                                                                | Manuel Falcó y Álvarez de Toledo                                     | 1896-1936                                                            |
| VI                                                                               | Manuel Falcó y Anchorena                                             | 1956                                                                 |

## Historia de los duques de Fernán Núñez

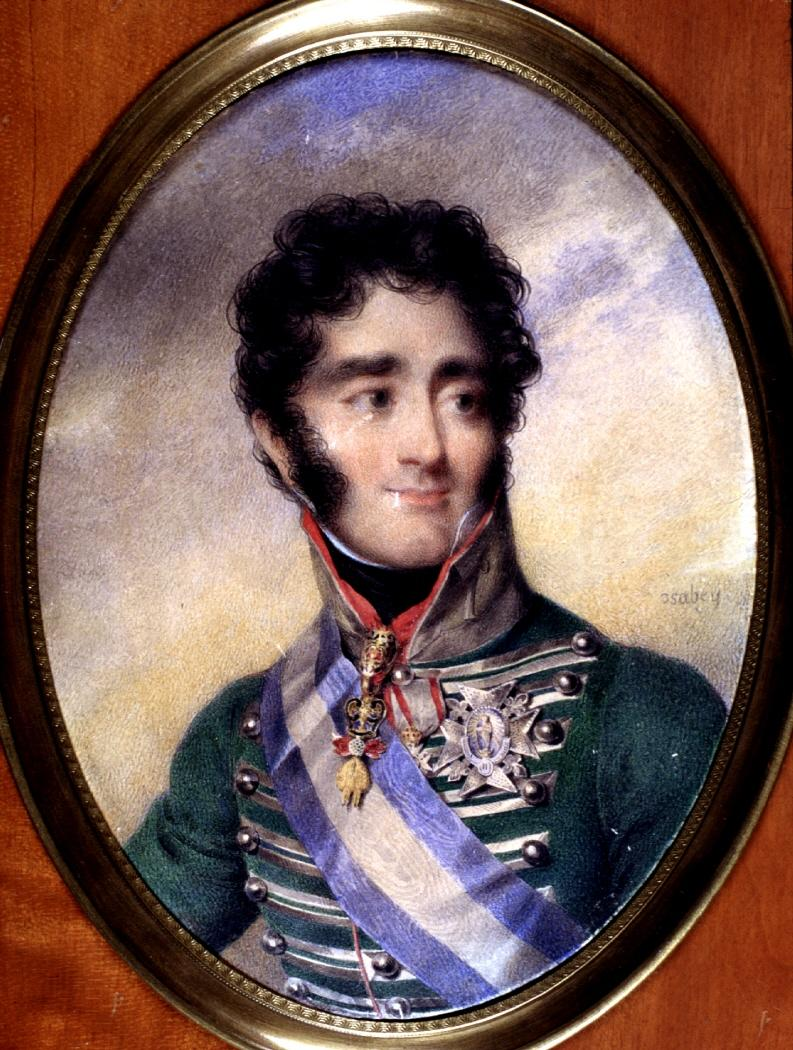
Carlos José Gutiérrez de los Ríos, I duque de Fernán Núñez, duque consorte de Montellano, por Jean-Baptiste Isabey

Escudo de Manuel Falcó y Álvarez de Toledo, V duque de Fernán Núñez.

- Carlos Gutiérrez de los Ríos y Sarmiento de Sotomayor (Lisboa, 8 de junio de 1779[3] -24 de septiembre de 1822), I duque de Fernán Núñez y VII conde de Fernán Núñez,[1] VI marqués de Castel-Moncayo,[2] X marqués de Alameda, XI conde de Barajas,[4] IV conde de Villanueva de las Achas y XIX señor de la Higuera de Vargas. Era hijo de Carlos José Gutiérrez de los Ríos, VI conde de Fernán Núñez,[1] y de su esposa María Esclavitud Sarmiento de Sotomayor, V marquesa de Castel-Moncayo[2][3] y III condesa de Villanueva de las Achas

Se casó con María Vicenta de Solís y Vignacourt Lasso de la Vega, VI duquesa de Montellano, IV duquesa del Arco, XII marquesa de Miranda de Anta, VII condesa de Saldueña, V condesa de Frigiliana, VII condesa de Puertollano, hija de Álvaro de Solís Vignacourt y Folch de Cardona, V duque de Montellano, IV conde de Saldueña, y de su primera mujer Andrea Lasso de la Vega y Silva, XI marquesa de Miranda de Anta, VI condesa de Puertollano, hija de Francisco Miguel Lasso de la Vega y Sarmiento, III duque del Arco, X marqués de Miranda de Anta, VI conde de Puertollano. Le sucedió su hija:
- María Francisca de Asís Gutiérrez de los Ríos y Solís (m. 26 de febrero de 1838), II duquesa de Fernán Núñez,[1] VII marquesa de Castel-Moncayo,[2] XI marquesa de Alameda, XII condesa de Barajas,[4] VIII condesa de Puertollano, V condesa de Villanueva de las Achas.

Se casó con Felipe María Osorio de Castelví y de la Cueva, VII conde de Cervellón, V marqués de la Mina, XIX conde de Siruela, —estos últimos dos títulos heredados de su tío José Miguel de la Cueva y de la Cerda, XIV duque de Alburquerque—, mariscal de campo, Hijo de Felipe Carlos Osorio y Castellví y de María Magdalena de la Cueva y de la Cerda. Le sucedió la única hija nacida de este matrimonio:
- María del Pilar Osorio y Gutiérrez de los Ríos (Madrid, 10 de diciembre de 1829-Chateau de Dave, Namur, Bélgica, 1 de septiembre de 1921),[10] III duquesa de Fernán Núñez,[1][11] VIII condesa de Cervellón,[6] VI marquesa de la Mina,[7] VIII marquesa de Castel-Moncayo,[2] XX condesa de Siruela,[8] XIII condesa de Barajas,[4] VII duquesa de Montellano, V duquesa del Arco, XII marquesa de Alameda, marquesa de Castelnovo, VIII marquesa de Pons, marquesa de Plandogan, marquesa de Miranda de Anta, VI condesa de Frigiliana, condesa de Molina de Herrera, condesa de Montehermoso y IX condesa de Puertollano.[5][10] Fue dama de las reinas Isabel II, María de las Mercedes y María Cristina.[10]

Se casó el 14 de octubre de 1852 con Manuel Luis Pascual Falcó D'Adda y Valcárcel (n. Milán, 26 de febrero de 1838), XII marqués de Almonacir, barón de Benifayó, V marqués del Arco y de Montellano.
- Manuel Falcó y Osorio (Dave, Namur, 30 de septiembre de 1856-Madrid, 8 de mayo de 1927), IV duque de Fernán Núñez,[12] IX conde de Cervellón, VII marqués de la Mina[7] XIV conde de Barajas,[4] XIII marqués de Alameda y XIII marqués de Almonacir. Fue ministro, senador, caballero de la Orden del Toisón de Oro, mayordomo mayor y embajador en Viena y en Berlín.[13]

Se casó el 25 de junio de 1896 con Silvia Álvarez de Toledo y Gutiérrez de la Concha (Nápoles, 13 de junio de 1873-Berlín, 6 de agosto de 1932), IV duquesa de Bivona (título español) y III condesa de Xiquena, hija de José María Álvarez de Toledo y Acuña, II duque de Bivona, y de su esposa Jacinta Gutiérrez de la Concha y Fernández de Luco. Le sucedió su hijo:
- Manuel Falcó y Álvarez de Toledo (Madrid, 5 de abril de 1897-Madrid, 8 de diciembre de 1936), V duque de Fernán Núñez,[13] X conde de Cervellón,[13] V duque de Bivona,[15] VIII marqués de la Mina,[7] IV conde de Xiquena.[16] XIV marqués de Alameda, XI conde de Saldueña, XV marqués de Miranda de Anta, X marqués de Castelnovo, XIV conde de Molina de Herrera, X conde de Montehermoso, XIII señor de la Higuera de Vargas y Espadero, VI duque del Arco, XVI conde de Anna, y XIV marqués de Almonacir.[17]

Se casó con Mercedes Anchorena y Uriburu (m. 4 de abril de 1988). Le sucedió su hijo:
- Manuel Falcó y de Anchorena, VI duque de Fernán Núñez,[13] XI conde de Cervellón,[6] VI duque de Bivona,[15] IX marqués de la Mina,[7] XVI conde de Barajas,[4] XV marqués de Alameda, XII marqués de Almonacid de los Oteros, XV marqués de Almonacir, marqués de Castelnovo, marqués de Miranda de Anta, XVII conde de Anna, conde de Molina de Herrera, conde de Montehermoso, conde de Pezuela de las Torres, conde de Puertollano, conde de Saldueña, señor de la Higuera de Vargas,[18] duque del Arco[19] y V conde de Xiquena.[16]

Casado el 29 de mayo de 1986 con María Cristina Ligués Creus. Padres de Manuel Fernando (n. Madrid, 23 de junio de 1987) y de Cristina Falcó y Ligués (n. Madrid, 12 de julio de 1988).